# 貴族

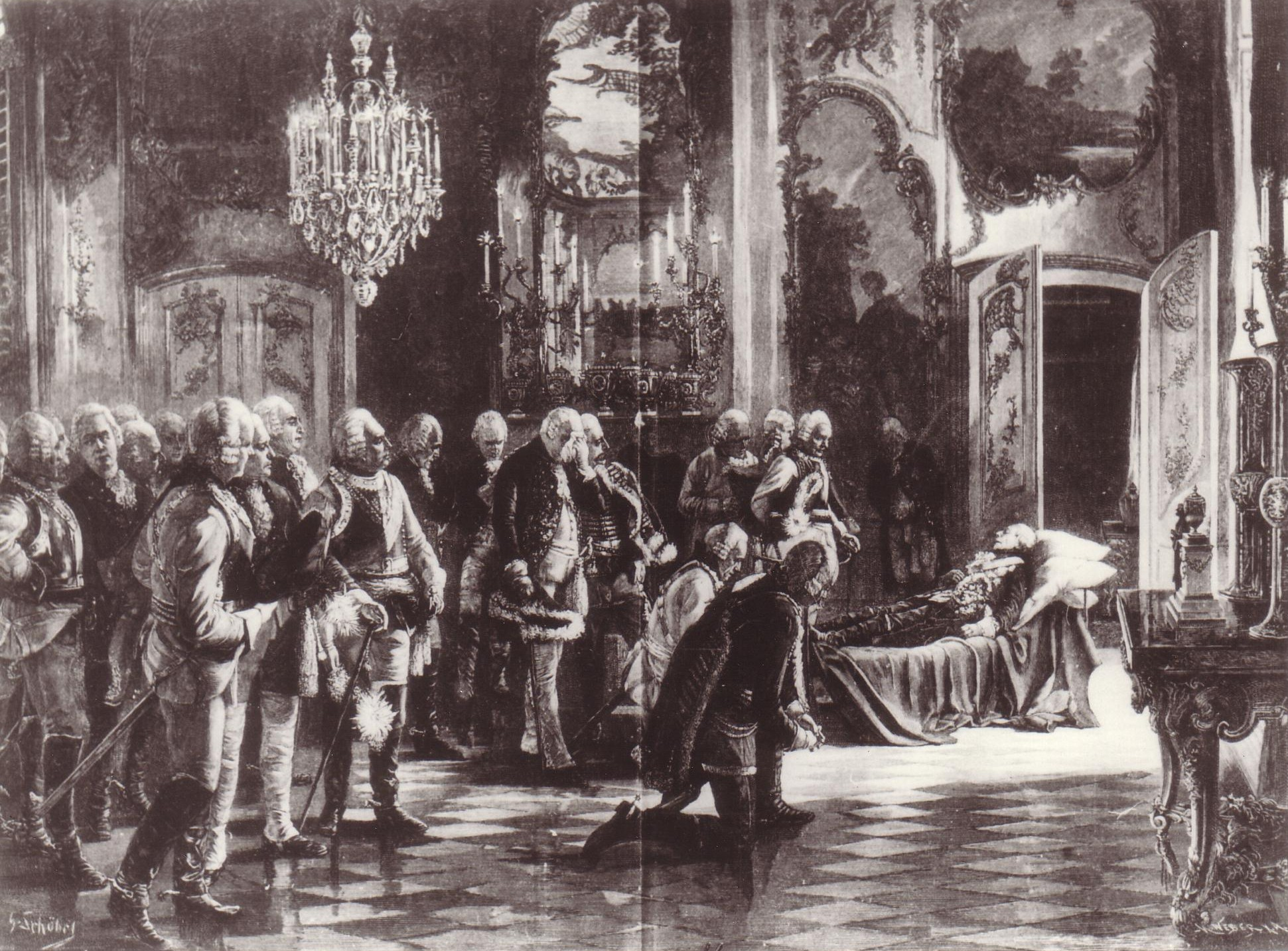
1786年的德意志貴族於宮廷

貴族，為奴隶制、封建制、君主制、教会制、种姓制等国家和地区的特有群体，通过血缘、姓氏、儀式等制度来继承知识、权力、财富而形成的传统。通常贵族财富明顯多于他人。在現代，一些国家和地区依然有完整的贵族传统。
貴族同其他阶级的最明显区别，是拥有世袭爵位或者拥有对世袭爵位的继承权，其特點是世襲以及擁有與爵位相對應的特權，受到國家政權和君主的保證。終身爵位的擁有者一般即為貴族；其他勋位、荣誉称号的拥有者也被认为是贵族。高级官僚往往可以凭借贡献获得赐爵，大多是终身爵位；军事将领可以凭借战功获得封爵或赐爵，或是世袭爵位，或是终身爵位。
由貴族祖先衍生出來的家族，僅擁有貴族血統但無世袭爵位者，則為世家或士族；他們或許仍然具有崇高地位與影響力，卻因為沒有實質性的爵位和相應特權，而成為貴族階層邊緣者，不過在現代社會中，他們因為累積的家世和財富龐大，不少家族也在西方社會佔有一席之地。

## 東方
東方由於各文明發展較早，文明發展呈連續性，各地保留有相當多、種類各異的貴族等級制度相關記載及歷史遺留。如歷史上中國的世爵制度；日本的公家、大名分謂；朝鮮的兩班制度；到今天還有遺留的印度種姓制度、日本與泰國等君主制國家的皇室和爵位制度、穆斯林世界的各世襲蘇丹、台灣原住民各部落的頭目等。

### 中國
中國自三代施行諸侯封建制度，和後世西歐在中世紀時期大分裂的社會有共同點，貴族擁有爵位、領地，在自己的領地內作為君主，而同時又對高一等級的君主效忠服役。其代表性制度為周代的五等爵制，主要規定了在天子（在周朝指整個古代中國的君主）之下有公、侯、伯、子、男五等爵位，天子是天下共主、除了作為貴族擁有自己的直轄領地外，統轄所有的諸侯，而諸侯按照爵位等級治理領地、統轄下級附庸貴族。諸侯封建制度到了東周逐漸乃至全面崩潰，如春秋時期的楚國，本為子爵，因不滿其國大爵小，要求周王升其爵位未竟，於西元前704年稱王；其後，其他六個主要諸侯國也紛紛稱王，周天子僅為名義上的“天子”。自秦代開始實行完全的郡縣制之後，後世朝代皆以郡縣制為主；然而歷朝為安撫改朝換代之功臣、嘉獎有特殊貢獻之文武官員，仍時有分封之舉，然而此後封爵貴族對於領地事務的控制，其自主性、絕對性已大不如商周時期。

### 臺灣
臺灣的貴族封建制度亦久，尤以臺灣南部的排灣族和魯凱族具有完備貴族制度，然而，自1900年逐漸進入外來殖民者的統治後，隨著時代變遷，貴族的政經實力已漸不如往昔。

### 日本
日本的貴族封建制度亦久，如公家（公卿）即朝廷之貴族；大名即地方之諸侯，有權分封土地及享有資源；下屬的武士，等同於西方中世紀貴族所自擁的武裝軍隊（騎士）。自1868年明治維新之後，日本效法英制貴族系統下達華族令，將原本的貴族階層重新定義為華族，使原來的貴族能在君主立憲下的貴族院保有一席之地。此一華族制在日本投降後，1947年頒布新憲法時取消。現代日本除皇室外，其餘皆為平民。

### 穆斯林世界
穆斯林世界的蘇丹為當地的世襲統治者，目前已多無實權，成為虛位元首，例如馬來西亞最高元首即是從當地各世襲蘇丹中選出的。

## 西方

### 上古時代

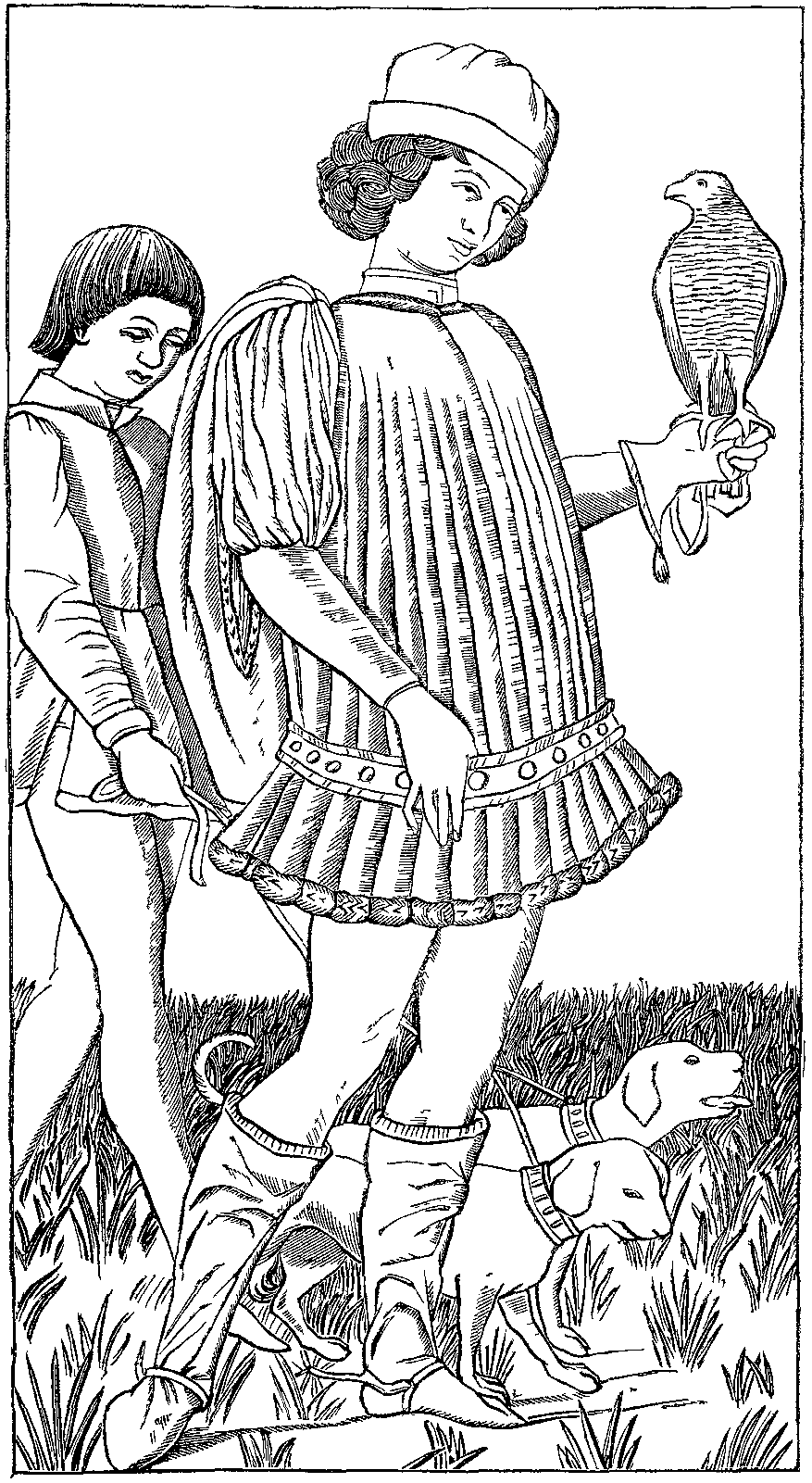
15世紀義大利的Nobleman

古羅馬時期，有爵位的貴族是享有特权的公民，與平民階級相對立、形成特權階級的公民家庭集團。在公元前400年之前，封爵贵族曾垄断一切官职和圣职；罗马皇帝必须是封爵贵族；贵族免服兵役。4世纪以后的羅馬，封爵贵族的頭銜逐渐演变成非世袭的荣誉头衔。

### 中世紀以後
中世紀以後的歐洲由於並未形成統一帝國，君主國林立，受到歷史上的羅馬帝國等大國的影響，其贵族制度各國皆有不同。依照英文資料，歐洲中世紀貴族頭銜由上至下可概分如下：（男性／女性）
- Emperor / Empress —— 相當於古代中國的“天子”、“皇帝”、“可汗”等稱號；現代漢語通常翻譯為“皇帝”/“女皇”。其對應的統治區域稱為Empire。只有Empire的君主才有權擁有Emperor的頭銜。
- King / Queen —— 相當于古代中國的“王”級別，有些是獨立的，有些則從屬與某一帝國；現代漢語通常翻譯為“國王”/“女王”。
- Prince / Princess —— 根據其來源，分別相當於古代中國的宗室王爵（如：皇子、公主、親王等）；或者作為某些獨立小國君主的稱號，相當於古代中國賜封的海外國王爵位；亦或者指伯爵或伯爵級別以上的眾封爵貴族（伯爵、侯爵、公爵皆可稱Prince）。亦因其來源、含義各有不同，現代翻譯可能有多個對應稱呼，如：王子/公主，親王/王妃，大公，眾諸侯（作複數princes）等。
- Grand Duke / Grand Duchess —— 現代通常翻譯為“大公”/“女大公”。
- Archduke / Archduchess —— 現代通常翻譯為“大公”/“女大公”。
- Duke / Duchess —— 現代譯名見下文。
- Marquess / Marchioness —— 現代譯名見下文。
- Margrave / Margravine —— 現代譯名見下文。
- Count, Earl / Countess —— 現代譯名見下文。
- Viscount / Viscountess —— 現代譯名見下文。
- Baron / Baroness —— 現代譯名見下文。

英國貴族系統概分為五等，翻譯成漢字時，因參考中國古代源遠流長的五等爵制，按照《禮記》之公、侯、伯、子、男五等封爵的名號，專為其特製以下譯名：
- Duke——譯作“公爵”，其等級相當於中國五等爵中的公（“公爵”作為頭銜使用時，須與中國爵位名稱的“公”相區別：中國的爵位名稱是一個單字詞彙“公”，可以用於頭銜，並且其用于頭銜時，不可以和“爵”字連用，而僅以“封號（+諡號）+爵位名稱”相稱，如：魏文侯，誠意伯等；而“公爵”作為一個特定的翻譯詞彙，是一個雙字詞，可以按照英文的習慣直接用於人名、地名）。
- Marquess——譯作“侯爵”
- Margrave——譯作“藩侯爵”
- Earl——譯作“伯爵”
- Viscount——譯作“子爵”
- Baron——譯作“男爵”

当代英國的勛位榮譽制度對於世襲貴族及終身貴族作了區分。世袭贵族是传统意义上的贵族階層（nobility），其爵位頭銜世代相傳，相當於中國古代封爵的“世襲罔替”；终身贵族的爵位一般用於封賞进入上议院的非贵族成员、高级法院法官等，拥有者不属于贵族，並且不得世襲；更低级的爵位“Sir（現代翻譯作爵士）”則只是荣誉称号，拥有者也不是贵族。

## 贵族后裔
当政权被推翻之时，贵族和王族所拥有的头衔、财富、土地会被剥夺。各国情况亦不尽相同。在实行共和制的欧洲国家中，贵族、王室后裔使用原来的头衔是常见的现象，虽然已失去法律效用。
辛亥革命，建立中华民国后，根据《清室優待條件》，清朝宗室、蒙古王公、回部王公及其他贵族头衔、爵位得以保留。北洋政府执政时期，回部、蒙古王公仍有袭封和晋封。他们与西南地区的世袭土司类似，对其领地仍有管辖权。1920年代至1940年代，中国时局动荡，政权更迭频繁。清朝皇族和旗人的政治、经济优待在1920年代后丧失。边疆地区王公、土司对领地的统治，尚未被中华民国政府顾及。
1949年中华人民共和国建国，取代中华民国政府在大陆执政，两岸分治。在中国共产党领导下，建立起中央集权、单一制国家，掌控地方政治。随着土地改革运动、民族区域自治的推进，王公、土司的统治在1950年代彻底结束。此后，中国大陆由于强调阶级斗争，包括清朝皇族在内的贵族及其后代对自身身份较为忌讳，大都较少提及。改革开放后，政治氛围宽松，祖上是明清士紳遂成值得炫耀之事，甚至贵族及其后代身份也不再避諱。其中，不乏夸大或伪造身份者，单纯伪造贵族后裔身份并不触及法律。而早在清朝政府倒台之前的1911年，汉军旗人裕德齡就在《清宫二年记》一书中，冒称父亲裕庚为公爵，自己为公主；引起外界质疑後又改称郡主。曾任清室记名御使的夏仁虎指“以上云云，特以自抬声价而已”。日后，中华民国官方的中央通訊社亦受影响，称她为公主。
目前在台海两岸，以清朝皇族后裔自居者中，与历史常识冲突者并非少见。如自称是多尔衮十世孙、溥仪堂弟者，家族传承与历史相悖，亦在名字中使用溥仪侄子的辈字。臺灣滿族何守正的姐姐仅因家族自认为正黄旗后裔，就认为若在清朝，何守正「可是贝勒爷」，引发中国大陆网友的批驳。除以爱新觉罗氏、满洲正黄旗后裔自居外，自称为溥仪堂兄弟及其后代者亦为常见。如女演员啟星称曾祖父是溥仪嫡堂兄，男演员林煒称外祖父是溥仪堂兄弟。台湾媒体曾指金溥聰为“溥仪堂弟”。实际上，金溥聰本人从无确定家族传承，本人亦从未自称为“溥仪堂弟”。
印度独立后，土邦被并入联邦，王公贵族头衔得以保留。但在1970年代贵族头衔遭废。

## 外部連結
- European Noble, Princely, Royal, and Imperial Titles （页面存档备份，存于）
- Feudal Hierarchy (scroll down) （页面存档备份，存于）
- A Glossary of Titles in 35 Languages （页面存档备份，存于）
- 德國貴族 （页面存档备份，存于）
- The Armenian nobility
- The Maltese Nobility and its ilks. （页面存档备份，存于）
- Italian dynasties （页面存档备份，存于） GENEALOGIE DELLE DINASTIE ITALIANE（in Italian, with an introduction in English）
- WW-Person（页面存档备份，存于）, an on-line database of European noble genealogy
- Paul Theroff's An Online Gotha
- Genealogics, an extensive database of European nobles Archive.today的存檔，存档日期2012-07-31
- Worldroots, a selection of art and genealogy of European nobility （页面存档备份，存于）
- Web site on the Royalty, the Nobility, the History and the Patrimony （页面存档备份，存于）